# Monte Isola
Monte Isola is een gemeente in de Italiaanse provincie Brescia (regio Lombardije) en telt 1774 inwoners (31-12-2012). De oppervlakte bedraagt 12,2 km², de bevolkingsdichtheid is 145 inwoners per km².
De volgende frazioni maken deel uit van de gemeente: Carzano, Cure, Masse, Menzino, Novale, Olzano, Peschiera Maraglio, Sensole, Senzano, Sinchignano en Siviano.

## Demografie

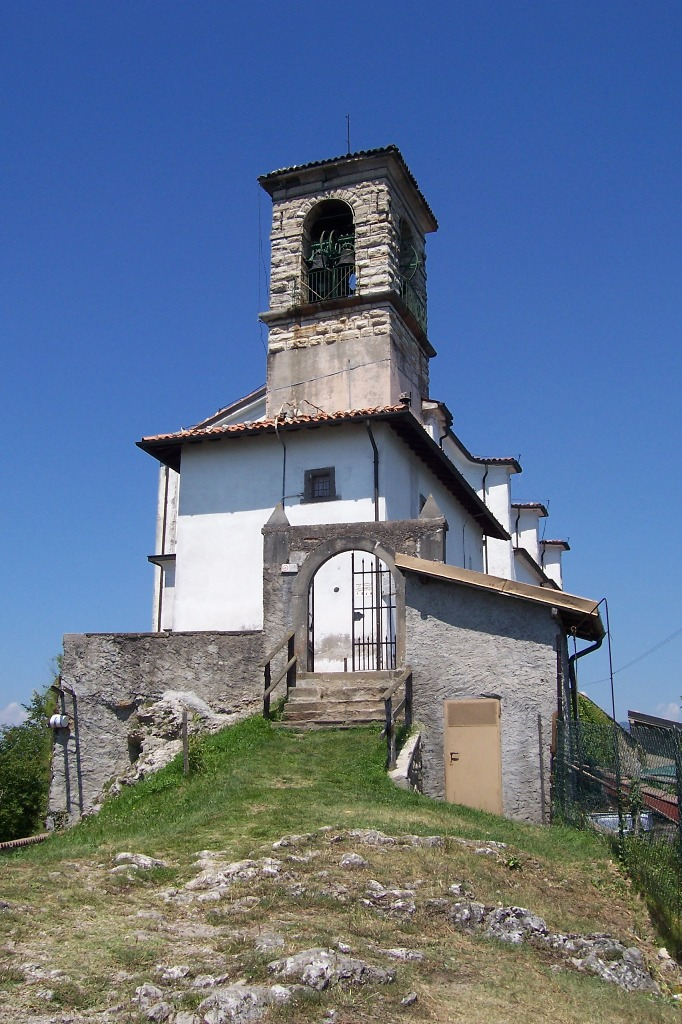
Madonna della Ceriola

Monte Isola telt ongeveer 690 huishoudens. Het aantal inwoners steeg in de periode 1991-2001 met 1,4% volgens cijfers uit de tienjaarlijkse volkstellingen van ISTAT.
| Jaar | Inwoneraantal |
| ---- | ------------- |
| 1991 | 1745          |
| 2001 | 1769          |
| 2011 | 1804          |

## Geografie
De gemeente is een eiland in het Iseomeer en ligt ongeveer 275 meter boven het zeeniveau. Het eiland heeft een oppervlakte van ongeveer 4,5 km² en een omtrek van 9 kilometer. Op het hoogste punt van het eiland, zo'n 600 meter boven de zeespiegel, staat de Madonna della Ceriola, een kleine kerk uit de 13e eeuw. Op een lagere piek, ten zuidwesten van de kerk, staat een bescheiden kasteel Rocca Oldofredi-Martinengo. Het kasteel werd gebouwd in de 14e eeuw door de Oldofredi familie. Het westelijk deel van het eiland is in cultuur gebracht, het oostelijk deel met de steile berghelling leent zich hier minder voor en is vooral met bos bedekt. Er liggen 11 kleine woongemeenschappen, waarvan vier, Peschiera Maraglio, Sensole, Porto di Siviano en Carzano, een directe bootverbinding hebben met het vasteland.
Monte Isola grenst aan de volgende gemeenten: Iseo, Marone, Parzanica (BG), Sale Marasino, Sulzano, Tavernola Bergamasca (BG).

## Beschrijving
Op het kleine eiland komt nauwelijks autoverkeer voor en het is zeer geschikt voor wandelaars en fietsers. Er zijn diverse bootverbindingen met het vasteland die regelmatig varen.

## Christo
Het eiland bood in 2016 drie weken lang het decor voor het project The Floating Piers van 'inpakkunstenaar' Christo. Daarbij werd het eiland met twee bewandelbare 'lopers' verbonden met het kleine eiland Isola di San Paolo (nu eigendom van de familie Berretta).